# Neriman Özsoy
Neriman Özsoy est une joueuse de volley-ball turque née le 13 juillet 1988 à Razgrad (Bulgarie). Elle mesure 1,88 m et joue au poste de réceptionneuse-attaquante. Elle totalise 39 sélections en équipe de Turquie.

## Clubs
| Club                       | De        | À         |
| -------------------------- | --------- | --------- |
| Eczacıbaşı İstanbul        | 1999-2000 | 2005-2006 |
| Karşıyaka İzmir            | 2006-2007 | 2006-2007 |
| Eczacıbaşı İstanbul        | 2007-2008 | 2009-2010 |
| Atom Trefl Sopot           | 2010-2011 | 2011-2012 |
| Dinamo Krasnodar           | jan 2012  | mai 2012  |
| Galatasaray İstanbul       | 2012-2013 | 2013-2014 |
| Imoco Volley               | 2014-2015 | 2014-2015 |
| Eczacıbaşı İstanbul        | 2015-2016 | 2015-2016 |
| River Volley               | 2016-2017 | 2016-2017 |
| Toyota Auto Body Queenseis | 2017-2018 | 2019-2020 |
| NEC Red Rockets            | 2020-2021 | …         |

## Palmarès

### Équipe nationale
- Ligue européenne
  - Finaliste : 2011.
- Jeux européen
  - Vainqueur : 2015[3]

### Clubs
- Championnat de Turquie(2)
  - Vainqueur : 2006, 2008.
- Coupe de Turquie (2)
  - Vainqueur : 2008, 2009.
- Championnat de Pologne:
  - Finaliste : 2011
- Supercoupe de Turquie
  - Finaliste: 2012.
- Coupe d'Italie
  - Finaliste : 2017.
- Championnat d'Italie
  - Finaliste : 2017.
- Coupe de l'impératrice
  - Vainqueur : 2017.